# UR-100
UR-100 또는 SS-11 세고는 소련의 대륙간 탄도 미사일이다. 미국의 미니트맨 대륙간 탄도 미사일에 대응해 개발되었고 1967년부터 1974년까지 사용되었다. 미니트맨은 3단 고체 추진 로켓이지만 UR-100은 2단 액체 추진 로켓이다. 2008년 12월 기준으로, 러시아 전략로켓군은 97발의 UR-100NU를 보유하고 있다.

## 핵탄두
미국 35톤 미니트맨 미사일에 대한 대응조치로 개발된 소련의 42톤 UR-100 미사일은, 최초에는 핵출력 1.1 Mt 수소폭탄 1개를 탑재했지만, 후속 버전에는 핵출력 220 kt 수소폭탄 3발을 탑재했다. 미국 미니트맨 미사일도 최초에는 1.2 Mt 수소폭탄 1개를 탑재했지만, 후속 버전에는 170 kt 수소폭탄 3발을 탑재했다.

## 연료앰플시스템
UR-100 계열의 연료앰플시스템은 세계적으로 유명하다.
UR-100은 발사명령에서 이륙까지 3분의 반응시간을 가진 최초의 소련 ICBM이다. 고체연료 ICBM과 거의 같은 반응시간이다. 이러한 반응시간을 가능하게 하기 위해, 연료앰플시스템을 채택했다. 액체연료를 미사일에 주입해 장기간 보관하는 기술인데, 처음에는 5년, 8년, 10년, 17년, 22년의 순서로 연료 보관기간이 점차 연장되었다.

## 앰플화
원래 고체연료는 젤처럼 되어 있는데, 공장에서 미사일을 생산할 때 고체연료를 넣어서 밀봉해서 만든다. 밀봉을 앰플화했다고 이해하면 쉽다. 반면에 액체연료 미사일은 연료통이 액체연료의 부식성으로 인해 연료통이 부식되기 때문에, 빈 연료탱크 상태로 제작해서, 현장의 미사일 부대가 발사 직전에 한두시간 액체연료를 주입한다. 정찰위성, 정찰기가 연료주입을 포착해 킬 체인처럼 선제타격을 할 수 있다.
소재부품 기술이 발전하면서, 액체연료의 부식성에 저항하는 연료통이 개발되었다. 그래서 지하나 동굴에서 액체연료를 주입하고, 몇주일 동안 연료통이 부식되지 않고 견디는 수준이 되었다. 북한의 스커드 미사일은 이정도 수준이라고 알려져 있다. 따라서, 북한이 연료주입을 하면 한국이 킬 체인을 해서 선제타격을 한다는 개념은, 좀 정확한 이야기가 아니다. 동굴에서 연료주입을 해서 몇주일을 대기할 수 있어서, 한미 정보당국이 이를 파악하기가 힘들다.
3단계로, 앰풀화라는 것은, 고체연료 처럼, 미사일 제조 당시에 액체연료를 넣어서, 완전히 연료통을 밀봉하는 방식이다. 액체연료의 부식성을 완전히 극복한 재료로 연료통을 만든 것으로, 세계 최대 ICBM인 러시아 사탄 미사일은 이런 방식이어서, 따로 발사전에 액체연료를 주입하지 않고, 고체연료 미사일과 똑같이, 즉시 발사를 한다. 10년 동안 사용할 수 있다. 북한이 2021년 9월 28일 화성-8형 시험발사에서 앰플화에 성공했다고 발표했으므로, 앞으로 북한의 모든 액체연료 미사일은, 연료주입이 사라지고, 고체연료처럼 즉시발사된다는 의미인데, 북한의 경제력으로 보아 모든 기존 미사일을 일시적으로 바꾸기 보다는, ICBM 등 대형 액체연료 미사일부터 단계적으로 앰플화를 할 것으로 추측할 수 있다.

## RS-24
소련의 UR-100은 액체 연료를 사용하지만 미국의 미니트맨은 고체 연료를 사용한다. 소련도 1988년 고체 연료를 사용하는 토폴 대륙간 탄도 미사일을 실전배치했다.
2009년 12월 러시아 전략로켓군은 고체 연료를 사용하는 RS-24 대륙간 탄도 미사일을 실전배치했다. 러시아는 기존의 액체 연료를 사용하는 대륙간 탄도 미사일들을 RS-24 대륙간 탄도 미사일로 교체하고 있다.

러시아는 구형인 RS-18과 RS-20를 순차적으로 미국의 미사일 방어(MD) 체제를 무력화시킬 수 있는 RS-24로 교체할 방침이다. RS-18은 UR-100N, SS-19를 말하며, RS-20는 SS-18을 말하는데, 모두 액체 연료를 사용하는 대륙간 탄도 미사일이다.

## 엔진
UR-100은 2단 액체연료 로켓이다. 1단은 추력 22.2톤 RD-0216 3개, 추력 22.2톤 RD-0217 1개로 모두 88.8톤의 추력을 낸다.

## 파생형
SS-11 Mod-1무게 40톤, 길이 16.45 m, 탄두중량 1.5톤, 사거리 10,600 km, 1단추력 90톤힘
SS-11 Mod-2무게 50톤, 길이 18.9 m, 탄두중량 1.2톤, 사거리 12,000 km, 1단추력 90톤힘
SS-11 Mod-3무게 50톤, 길이 18.95 m, 탄두중량 1.2톤, 사거리 10,600 km, 1단추력 90톤힘, UR-100K
SS-11 Mod-4무게 50톤, 길이 19.1 m, 탄두중량 1.2톤, 350 kt 수소폭탄 3발, 사거리 10,600 km, 1단추력 90톤힘

## UR-100
SS-11 Mod-1 UR-100은 1965년 4월 19일에서 1966년 10월 27일까지 바이코누르 우주 기지에서 여러차례 시험발사를 했다. 최초의 사일로 발사는 1965년 7워 17일에 있었다. UR-100은 1966년 11월 24일 최초의 3개 연대에 배치되었으며, 1967년 7월 21일 실전배치가 시작되었다. 핵탄두는 미국을 겨냥한 ICBM용 소형 500 kt급 핵탄두, 유럽과 아시아를 겨냥한 IRBM용 대형 1 Mt급 핵탄두의 2가지 버전이 있었다. 무게 39.4 - 42.3톤, 길이 16.925 m, 직경 2 m, 2단 액체연료, 사거리 11,000 km, CEP는 1,400 m이며, 지하 사일로 발사형이었다. 1단 엔진은 22톤 추력 노즐 4개로, 90톤 추력이다. 액체연료는 UDMH, 액체산화제는 사산화 이질소를 사용했다. 최고고도는 1,000 km, 1984년 퇴역했다.
2017년 7월 4일, 북한이 2단 액체연료 화성 14호를 발사했는데, 2단 액체연료를 사용하고, 무게 40톤에 1단 추력 90톤 정도라는 점은 UR-100과 비슷해도, 외양은 많이 다르다.

## 대한민국
2018년 11월 28일, 무게 50톤 누리호 시험발사체를 나로우주센터에서 발사했다. 원래 2단 로켓으로 1단에 KRE-075, 2단에 KRE-007, 인공위성 100 kg을 발사하려고 계획했지만, 이후에 1단 엔진만 장착해서 무게 8톤의 화물을 준궤도로 발사하기로 계획이 변경되었다. 한국은 말을 아끼지만, 무게 50톤에 액체연료 2단 로켓으로 유명한 것은 러시아의 SS-11 핵미사일이 있다.
- UR-100UTTKh,  러시아, SS-11 세고 mod.2, 무게 50톤, 길이 18.9 m, 2단 액체연료, 탄두중량 1.2톤, 사거리 12,000 km, 1단추력 90톤힘
- R-29RMU 시네바,  러시아, SS-N-23A 스키프, 무게 40톤, 길이 15 m, 3단 액체연료, 100KT 핵탄두 MIRV 10발, 사거리 11,547 km
- R-29RMU2 라이네르,  러시아, SS-N-23B 스키프, 무게 40톤, 길이 15 m, 3단 액체연료, 100KT 핵탄두 MIRV 12발, 사거리 12,000 km
- 누리호 시험발사체,  대한민국, 무게 52.1톤, 길이 25.8 m, 2단 액체연료, 인공위성 100 kg, 1단추력 75톤힘

두 로켓의 기술적 차이가 크지 않기 때문에, 누리호 시험발사체는 전세계를 핵공격할 수 있는 ICBM으로 전용될 수 있음을 알 수 있다.

## 북한
화성 14호는 러시아 SS-11 ICBM과 비슷하다. SS-11은 2단 액체연료 미사일로, 1단 추력 80톤이다. 화성 14호도 추력 80톤 백두엔진 1개를 사용한다. SS-11은 4개 모델이 점차 개발, 배치되었다.
- 화성 14호, 길이 19.5 m, 직경 1.7 m, 무게 불확실, 사거리 12000 km 추정,
- SS-11, 길이 17-20 m, 직경 2.0 m, 무게 40-50톤, 사거리 12000 km, 탄두중량 1.2톤, 350 kt 핵탄두 6발 또는 1.2 Mt 1발

북한이 화성-14형 탄두라면서 수소폭탄을 공개했는데, 미국 등의 분석으로는 1 Mt이 넘어 보인다는 것인데, 그러면 정말 SS-11과 거의 똑같다는 의미이다.
화성 14호의 1단 엔진은 추력 80톤 백두엔진 1개에, 보조엔진 4개가 붙어서 추력 100톤이다. 그런데, SS-11도 메인엔진 1개에 작은 보조엔진 4개가 붙었다. 이마저도 똑같다.

## 같이 보기
- 스트렐라 로켓 - UR-100NU를 상업용 우주발사체로 개조했다.
- UR-100K